# سان میگوئل، السالوادور
سان میگوئل (به انگلیسی: San Miguel) یک شهر در شرق السالوادور و سومین شهر پرجمعیت آن است. این شهر در ۱۳۸ کیلومتری شرق سان سالوادور قرار دارد. سان میگوئل مرکز استان سان میگوئل است ه در سال ۲۰۱۷ دارای جمعیت ۵۱۸٬۴۱۰ نفری بود. 

## تاریخچه
لوئیس د موسکوسو آلوارادو کاشف اسپانیایی در تاریخ ۸ مه ۱۵۳۰ روستایی به نام سان میگوئل د لا فرنترا (سنت مایکل مرزی) بنا نهاد. در سال ۱۵۸۶ این روستا به یک شهر تبدیل شد.

در سال ۱۶۵۵ فوران آتشفشانی تمام شهر را نابود کرد که با توجه به افسانه‌ها ویرانی‌ها بسیار شدید بود.

## اقتصاد
این شهر مرکز مهم کشاورزی، صنایع نساجی و شیمیایی السالوادور بوده است. از اوایل قرن بیستم، بخش خدمات، به خصوص خدمات بهداشتی و درمانی، به میزان قابل توجهی افزایش یافته است که منجر به سرمایه‌گذاری قابل توجهی در بخش خصوصی در بیمارستان‌ها و مراکز خرید در شهر می‌شود. انتظار می‌رود که درآمد و ثروت نیمی از شرق کشور پس از مشاغل جدید و کسب و کارهای مرتبط با توسعه پورتو لا آنیون افزایش یابد.

## آموزش
تعداد زیادی موسسه آموزشی به صورت عمومی و خصوصی در شهر وجود دارد که برخی از آن‌ها از قدیمی‌ترین مراکز آموزشی کشور به حساب می‌آیند. شعبه‌ای از دانشگاه السالوادور در این شهر قرار دارد.

## ورزش
زیرساخت‌های ورزشی سان میگوئل از ابتدای دهه گذشته توسعه و مدرن سازی قابل توجهی داشته است. مراکز اصلی ورزش عبارت‌اند از استادیوم فوتبال ملی "خوان فرانسیسکو بارزا"، "پولی دپورتیو دون بوسکو" و ورزشگاه چارلیکس.

## فرهنگ
در ماه نوامبر، سان میگوئل جشن‌های شهری خود را به افتخار "نئسترا سینرا د لا پاز" (بانوی صلح ما) جشن می‌گیرد، کارناوال سان میگوئل که رویداد نهایی و اصلی است که در آخرین شنبه ماه رخ می‌دهد. به گزارش رسانه‌های محلی با حضور ۱٬۰۰۰٬۰۰۰ نفر برگزار می‌شود. این بزرگترین جشنواره سرگرمی، موسیقی و غذا در السالوادور و یکی از بزرگترین‌ها در آمریکای مرکزی محسوب می‌شود. کارناوال از سال ۱۹۵۹ آغاز شده است. در حال حاضر این سنت همچنان منعکس کننده رشد شهر و یکی از موتورهای اقتصادی آن است.

سن میگوئل برای زندگی شبانه در کنار خیابان روزولت مشهور است، خیابان اصلی که شهر را به نصف تقسیم می‌کند. یکی از آن بخش‌ها شامل مکان‌هایی است که از لحاظ تاریخی نظیر کلیسا، سالن تئاتر و ساختمان شهرداری در آن قرار دارد. نیمه دیگر شامل محله‌های جدید به نام کولونیاس است.

## نگارخانه

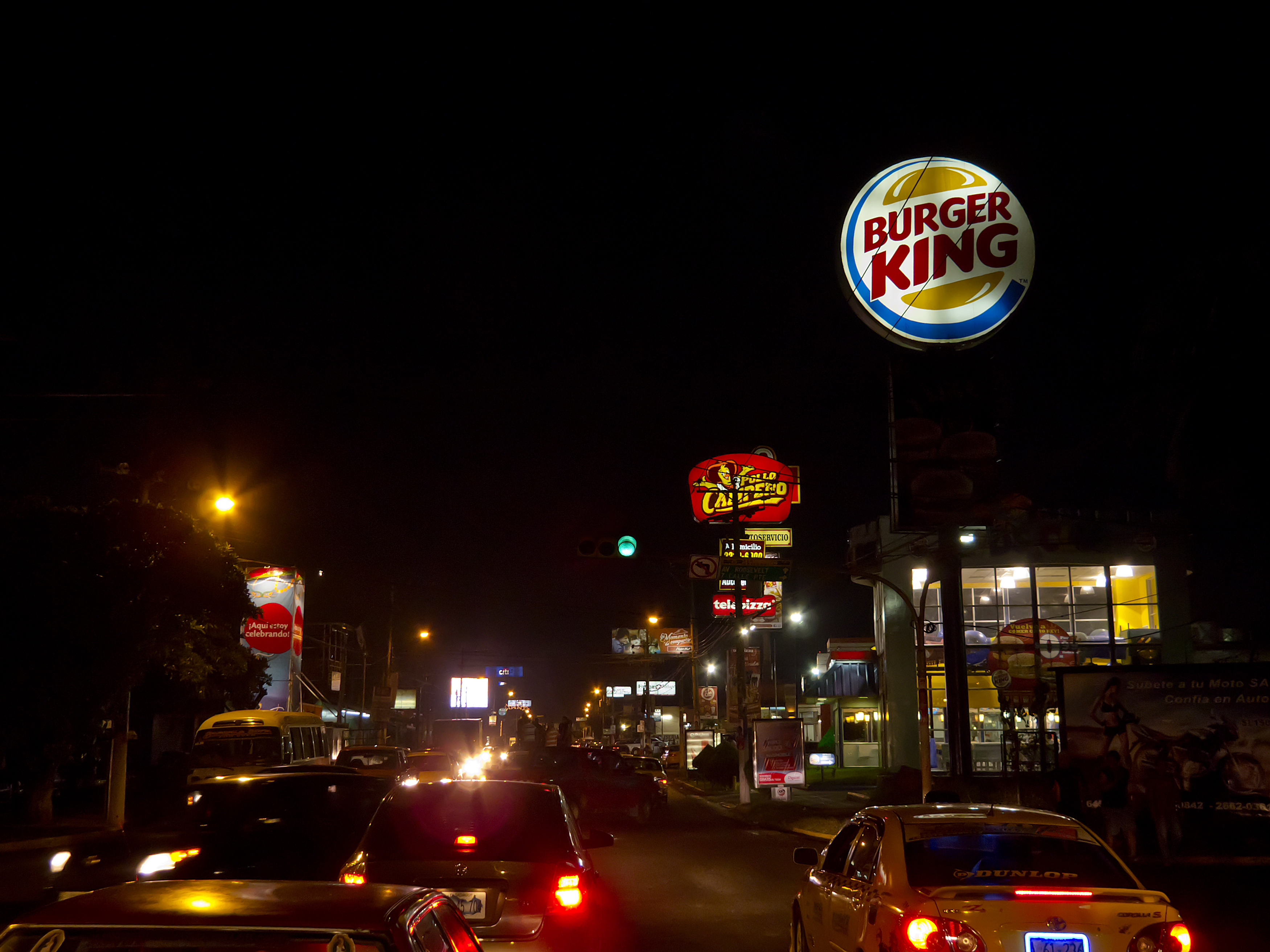
خیابان روزولت
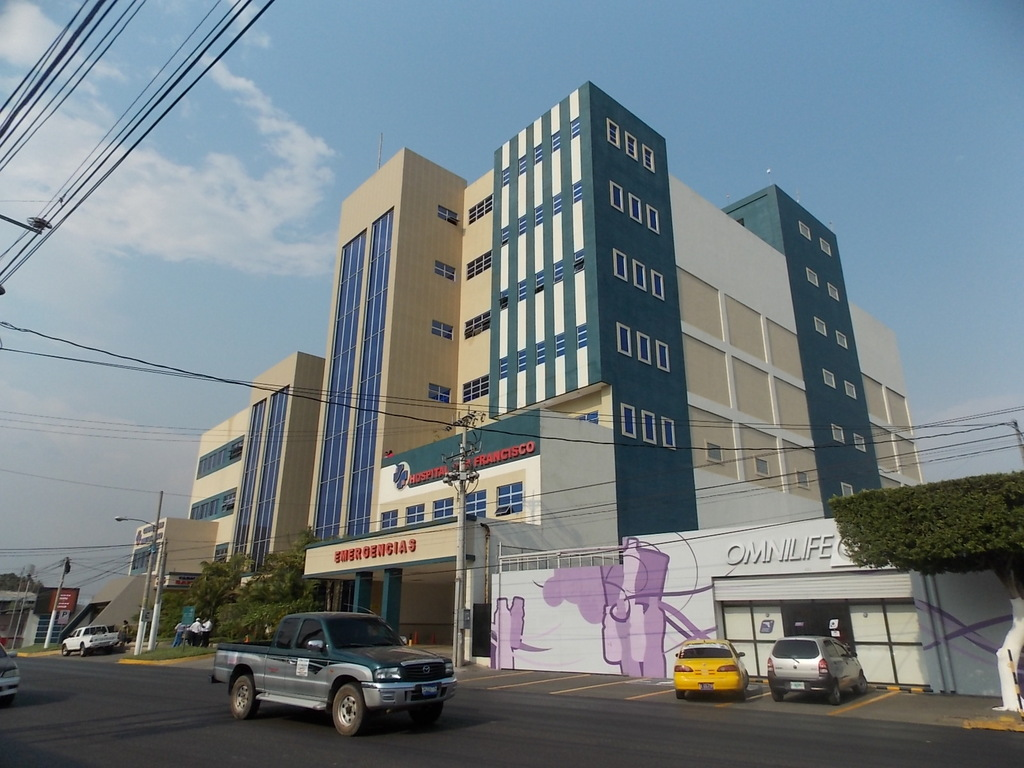
بیمارستان سان فرانسیسکو
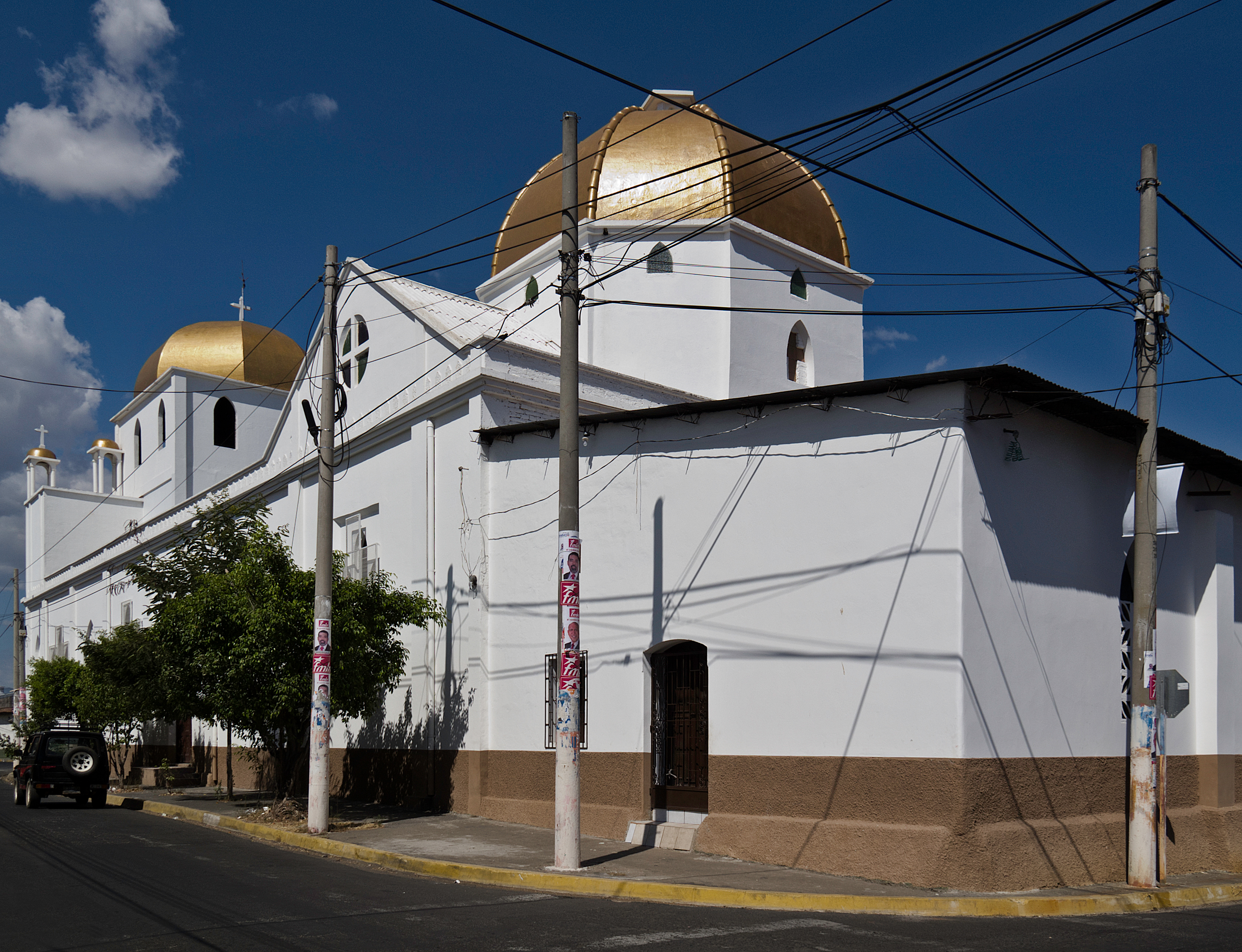
کلیسا
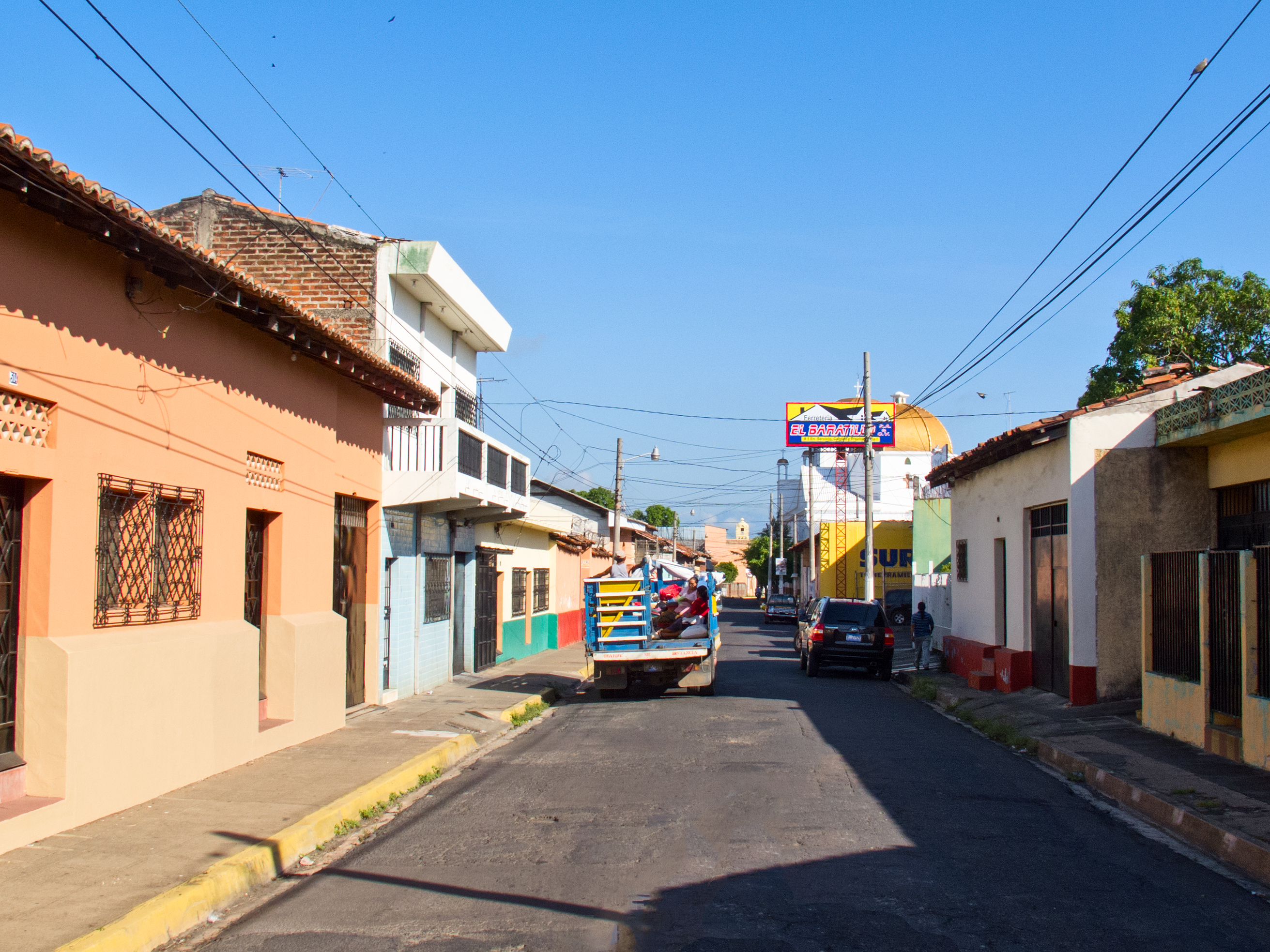
خیابانی در سان میگوئل